# Principios Internacionales sobre la Aplicación de los Derechos Humanos a la Vigilancia de las Comunicaciones

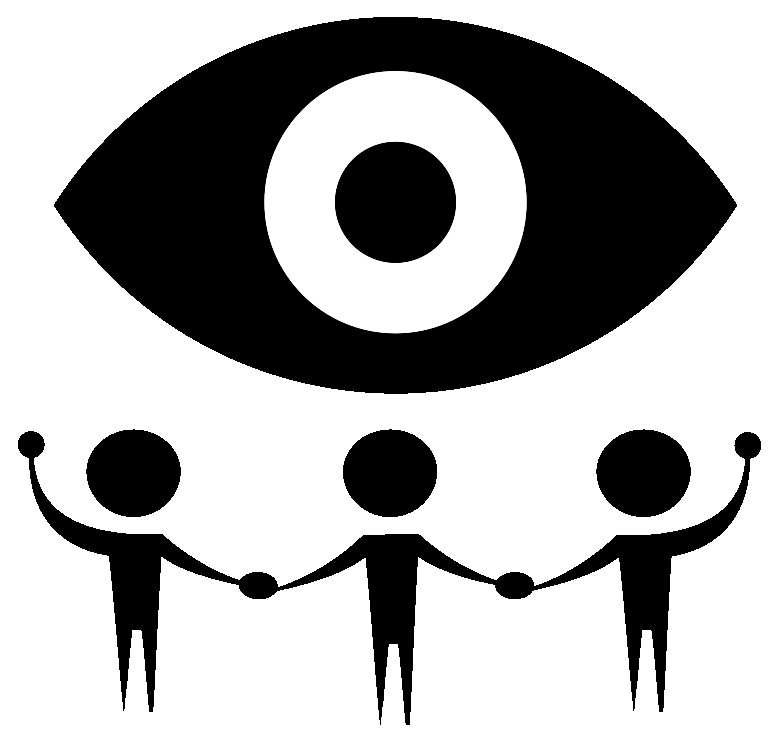
Logo 13 Principios Internacionales sobre la Aplicación de los Derechos Humanos a la Vigilancia de las Comunicaciones

Los Principios Internacionales sobre la Aplicación de los Derechos Humanos a la Vigilancia de las Comunicaciones es un texto creado por asociaciones ciudadanas para articular como las normas y estándares internacionales de derechos humanos se aplican en el contexto de la vigilancia de las comunicaciones.
El texto reafirma que la intimidad es un derecho fundamental y esencial para la dignidad humana y explica que la vigilancia de las comunicaciones constituye una injerencia con los derechos fundamentales. En ese sentido, las libertades fundamentales sólo pueden ser restringidas por ley. Además toda restricción debe ser necesaria, idónea y proporcional para lograr un objetivo legítimo. De acuerdo al texto de los 13 principios, estos se encuentran firmemente arraigados en los instrumentos internacionales de derechos humanos como el artículo 12 de la Declaración Universal de los Derechos Humanos, el artículo 17 del Pacto Internacional de Derechos Civiles y Políticos, el 14 de la Convención Internacional Sobre La Protección de los Derechos de todos los Trabajadores Migratorios y de sus Familiares, inclusive instrumentos regionales como el artículo 8 de la Convenio para la Protección de los Derechos Humanos y de las Libertades Fundamentales, el artículo 10 de la Convención Americana sobre Derechos Humanos y Deberes del Hombre, el 21 de la Declaración de los Derechos Humanos de ASEAN y el artículo 4 de la Carta Africana de Derechos Humanos y de los Pueblos, entre otros.
Los principios fueron redactados en conjunto por las organizaciones Access, Artículo 19, Asociación Civil por la Igualdad y la Justicia, Asociación por los Derechos Civiles, Association for Progressive Communications, Bits of Freedom, Center for Internet & Society India, Comisión Colombiana de Juristas, Electronic Frontier Foundation, European Digital Rights, Fundación Karisma, Open Net Korea, Open Rights Group, Privacy International, y Samuelson-Glushko Canadian Internet Policy and Public Interest Clinic, entre otros. Los principios fueron el resultado de una consulta global con grupos de sociedad civil, expertas y expertos internacionales. Fueron respaldados por más de 466 organizaciones a nivel internacional, académicas y expertas y más de 300 mil personas. También ha sido refrendado por la Conferencia Liberal Democrática del Reino Unido, así como parlamentarios europeos, canadienses y alemanes.

## Historia

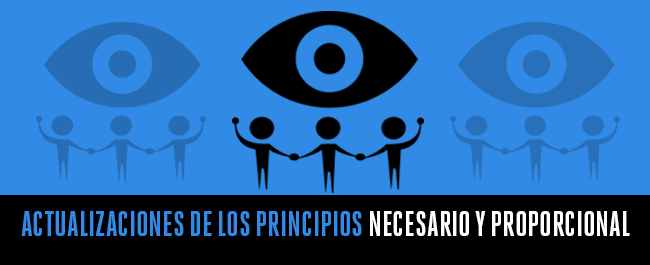
Principios Internacionales sobre la Aplicación de los Derechos Humanos a la Vigilancia de las Comunicaciones

El proceso de elaboración de estos principios se inició en octubre del 2012 en una reunión de más de 40 expertos de seguridad y privacidad en Bruselas. Continuando, Electronic Frontier Foundation, Privacy International, Access, Fundación Karisma, Samuelson-Glushko Canadian Internet Policy and Public Interest Clinic, Center for Internet and Society (India), entre otros, realizaron una consulta pública en línea para ampliar la participación a una mayor cantidad de expertos y expertas, así como, validar y mejorar el texto. Ellos recibieron grandes aportes procedentes de Canadá, Argentina, Colombia, Alemania, India, los Países Bajos, Filipinas, Tailandia, Senegal, Reino Unido, Zimbabue entre muchos otros. Posteriormente, los redactores organizaron una segunda reunión de consulta en Río de Janeiro en diciembre del 2012.
En mayo del 2014, la Electronic Frontier Foundation y Artículo 19 publicaron un análisis jurídico internacional de apoyo y antecedentes a los principios en cual explica el fundamento legal de los mismos. El documento está dividido en tres partes: la primera trata sobre asuntos relacionados al ámbito de aplicación de los 13 principios. La segunda parte discute definiciones claves en el debate en torno a la vigilancia de las comunicaciones y finalmente en la tercera parte se explica cada uno de los fundamentos legales, principio por principio.
Los redactores finalizaron la primera versión de los Principios el 10 de julio de 2013, fue oficialmente presentada en el Consejo de Derechos Humanos de la Naciones Unidas en Ginebra en septiembre de 2013 y posteriormente expuesta en varios foros internacionales.
De marzo a mayo de 2013, se llevó a cabo una nueva consulta global donde se produjeron una serie de cambios concretos en el lenguaje del texto con el fin de asegurar una interpretación uniforme y su aplicación en varias jurisdicciones. De acuerdo a los redactores de los principios, con esta nueva ronda de cambios no se alteró por estos cambios el efecto y la intención de los mismos. La versión final de estos procesos fue publicada en mayo de 2014 y es la versión autorizada de los principios. 
Con motivo del primer aniversario de las revelaciones de Edward Snowden que revelaron cómo los gobiernos de Estados Unidos y Reino Unido espían a personas inocentes dentro y fuera de sus territorios, los redactores de los 13 principios organizaron una campaña solicitando el fin de la vigilancia masiva y la implementación de los principios en todo el mundo.

## Ámbito de aplicación
De acuerdo a los principios, estos deben ser interpretados de manera holística y autorreferencial ya que en su conjunto garantizan que las leyes, políticas y prácticas relacionadas con las vigilancias de las comunicaciones se adhieran a las leyes y estándares internacionales de derechos humanos. Los principios también se aplican dentro de la jurisdicción de un estado o extraterritorialmente. Asimismo, de acuerdo a los principios, estos se aplican con independencia de la finalidad de la vigilancia sea la seguridad nacional o la persecución de un delito serio. También se deben emplear en relación con la obligación del Estado de respetar y garantizar los derechos individuales, incluido la obligación del estado de proteger los derechos de las personas ante abusos por parte de actores no estatales, incluida las empresas comerciales.

## Los 13 principios
Con el fin de salvaguardar una democracia participativa en el contexto de la vigilancia a las comunicaciones, se establecen trece principios para garantizar una mayor transparencia y proporcionalidad en razón con los derechos humanos.

### Legalidad
El principio de legalidad, es un elemento común a los estados de derecho el cual establece que los mismos pueden adoptar acciones en contravía al derecho de privacidad de los ciudadanos si éstas no se encuentran previamente establecidas y reglamentadas por una ley que es de dominio público. Debido al rápido avance de las herramientas tecnológicas, el cumplimiento de este principio debe ser de revisión continua por parte de los estados y la sociedad civil.

### Objetivo legítimo
Los aparatos legales de los estados únicamente deben autorizar la vigilancia de las comunicaciones por parte de las autoridades competentes cuando el objetivo es absolutamente necesario para preservar los valores de una sociedad democrática. Las medidas de tipo legal que se implementen no deben obedecer ni estar ligadas a cuestiones de raza, sexo, idioma, religión, postura política, origen nacional u otro tipo de condición.

### Necesidad
La ley únicamente debe autorizar la vigilancia de las comunicaciones cuando es la única vía para perseguir un objetivo legítimo o cuando entre otras vías es la menos dada a vulnerar derechos fundamentales.

### Idoneidad
La vigilancia a las comunicaciones únicamente debe ser autorizada legalmente en los casos que demuestre ser la medida más conveniente.

### Proporcionalidad
La vigilancia de las comunicaciones es una actividad delicada que puede poner en riesgo los valores de una sociedad democrática por ello debe ser una medida que se autorice por una tercera instancia (juez) únicamente cuando se amerite. 

### Autoridad judicial competente
Las decisiones fácticas respecto a la vigilancia de las comunicaciones deben ser competencia de autoridades judiciales.

### Debido proceso
Los procedimientos legales que se hagan en el marco de la vigilancia a las comunicaciones deben estar en consonancia con el respeto a los derechos humanos.

### Notificación al usuario
Las personas que son objeto de vigilancia deben ser notificadas de esa decisión. Ello con el fin de que puedan impugnar o buscar medidas alternativas. Sin embargo esa medida se puede retrasar en circunstancias como riesgo de no consecución del objetivo legítimo o peligro para la vida humana.

### Transparencia
Según este principio los estados deben presentar al dominio público asuntos como el uso, alcance, desarrollo y estadísticas generales de los procedimientos de vigilancia de comunicaciones.

### Supervisión pública
Las legislaciones sobre vigilancia de las comunicaciones deben abarcar la adopción de instancias y mecanismos de supervisión pública de este tipo de actividades.

### Integridad de las comunicaciones y sistemas
De acuerdo con este principio los estados no deben obligar a los proveedores de infraestructuras de comunicaciones a desarrollar actividades de vigilancia, control o recopilación de datos.

### Garantías contra el acceso ilegítimo y derecho a recurso efectivo
Se debe imponer un castigo suficiente y justo por obtener información ilegalmente. La información obtenida ilegalmente no puede usarse como un precedente legal y debe descartarse. Aunque es importante implementar leyes que protejan a los denunciantes y las personas afectadas.